# Roman Sroka
Roman Sroka (zm. po 21 września 1972) – zbrodniarz nazistowski, esesman, członek załogi niemieckiego obozu koncentracyjnego Flossenbürg.
W czasie II wojny światowej pełnił służbę w kompleksie obozowym Flossenbürg. Był między innymi wartownikiem w podobozie Plattling. Znęcał się nad więźniami tego obozu, przynajmniej raz ze skutkiem śmiertelnym. Maltretował również więźniów podczas ewakuacji Plattling do Mittelbach. Okaleczeni przez Srokę więźniowie zostali następnie rozstrzelani przez innych esesmanów, jako niezdolni do dalszego marszu.
26 listopada 1948 został skazany na karę śmierci przez wschodnioniemiecki sąd w Halle. Karę złagodzono 19 sierpnia 1949, zamieniając ją na dożywotnie pozbawienie wolności. Sroka został zwolniony z więzienia 21 września 1972.